# サブノーティカ
『サブノーティカ』（Subnautica）はUnknown Worlds Entertainmentが開発したオープンワールドサバイバルゲーム。PC版がSteamで2018年1月23日に発売された後にEpic Gamesや各種家庭用ゲーム機向けにも発売。日本では、PlayStation 4版が2020年3月19日に発売され、Nintendo Switch版は2021年5月14日に発売(DL版は13日)。

## 概要
乗っていた宇宙船の墜落事故から脱出ポッドで海洋惑星「4546B」に不時着した主人公(プレイヤー)が、海を探索し生き延びながら資源を集め、様々な物を作り冒険をしながら最終目的「星からの脱出」を目指す。
本作は行動範囲が非常に広い一方、地図やマッピング機能は無く、これまでの経験や、位置情報を表示できるアイテム「ビーコン」などから探索する地理を覚えていく必要がある。さらに、地形の大半が海に沈んでいるため、長くもぐり続けてはいられない。また、難易度別に複数のモードが収録されており、メインとなる「サバイバル」、渇きと飢えが無く難易度が下がる「フリーダム」、一度の死によってセーブデータが削除される「ハードコア」、探索を排除し自由に建築できる「クリエイティブ」が存在する。
2019年1月30日より本作の続編である『Subnautica: Below Zero』が早期アクセスで配信開始、2021年5月14日に製品版が発売された。

## 開発
制作期間は5年で、2013年の前半に開始され、開発予算は1000万ドルだった。元はiPad用のカジュアルアプリとして立ち上がったプロジェクトで、開発期間は半年の予定だった。
サバイバルゲームとしては、プレイヤーに何も分からないところから何かを発見した時の興奮や満足感、達成感を味わってもらうため、あえて明確に説明しないようデザインされた。
また開発が開始した2013年に「サンディフック小学校銃乱射事件」という残酷な事件があったこと、アメリカで学校銃撃事件が毎日のように起きていること、銃規制法に対する改善が進まないことから、銃を扱うゲームを開発するために何年も労力を費やせないとして、本作は「殺さないゲーム」としてデザインされた。実際、本作では唯一の例外であるナイフを除き、殺傷武器は一切入手できない。
当初は潜水艦のカスタマイズ要素を想定していたが、アーリーアクセス版のユーザーからゲーム性に対する不評が寄せられたため実装は見送られた。代わりに船が炎上するアクシデントや恐怖心を煽るようなクリーチャーといったスリリングな要素が追加された。

## あらすじ
宇宙船オーロラ号は正体不明の攻撃を受け、惑星4546Bに墜落する。脱出ポッドで海面に着水した主人公は他の生存者を探すが、無事だったのは自分一人だけだった。幸運にも、惑星の近くを航行していた宇宙船サンビーム号が信号を受信し、主人公にこれから救助に向かうと告げる。だが宇宙船は降下中、着陸地点の島にあった未知の文明の遺跡から発射された光線によって撃ち落とされてしまう。
その遺跡は、この惑星に住んでいた先住民が遺したものであり、主人公の調査によって、惑星は生物の研究を行う実験場であったこと、惑星には「カラー」と呼ばれる細菌による感染症が蔓延していること、先住民は感染症の治療法を見つけられなかったこと、感染症の拡大を防ぐために惑星からの脱出を阻む砲撃システムが作られたこと、主人公は既にその病気に感染しており治癒しない限り砲撃システムを解除できないことが判明する。また、主人公に何者かがテレパシーを通じて語りかけてくる。
主人公は探索を続け、また別の島で人間が暮らしていた痕跡を見つける。それはオーロラ号が墜落するより以前、事故でこの惑星に不時着したデガシ号のクルーのものだった。彼らは感染症によって既に亡くなっていたが、記録には深海に何らかの手掛かりがあることが記されていた。
深海には先住民が遺した研究施設があり、先住民がこの惑星の生態系を詳しく研究していたことが分かる。主人公はさらに探索を続けて海底火山に辿り着き、そこでセキュリティの厳重な研究施設を見つける。
主人公は施設の最奥で、巨大な海洋生物「シーエンペラー」と遭遇する。彼女は人間と同等の高い知性とテレパシー能力を持つ特殊な生物であるシーエンペラー種の最後の生き残りだった。彼女は自分が感染症の治療研究のために先住民に飼われていたこと、繁殖のために卵を産んだが研究施設の環境では孵化させられない事を話す。また主人公が感染症に苦しんでいることも知っており、治療法を教える代わりに卵の孵化を手伝って欲しいとも話す。主人公はシーエンペラーの望みを聞き入れ、彼女に代わって卵が孵化できる環境を整える。その結果、無事に卵は孵り、幼体の持つ抗体「エンザイム42」によって主人公の感染症も治癒する。既に高齢であったシーエンペラーは、我が子の出生を見届けて力尽きる。
主人公は浅い海域へと戻り、遺跡にある砲撃システムを解除する。また、それまで見つけた物資や先住民が遺した未知のアーティファクトから、宇宙船を組み立てる。主人公は宇宙船に乗り込んで惑星から無事脱出する。

## 評価
PS4国内版の担当者は、AUTOMATON JPからのインタビューにおいて、ゲームを遊んだ子供やその親から「殺しのないゲームが遊べて本当に嬉しい」という手紙がよく届いたと語っている。
AUTOMATON JPは本作を人によってはホラーゲームに感じるとして、その理由を全く親切設計でないこと、暴力がないこととしている。また本作の面白いところとして制作側が積極的にプレイヤーを怖がらせようとしていないにもかかわらず、とても怖いことを挙げている。

## 受賞歴
- 第15回英国アカデミー賞ゲーム部門：ORIGINAL PROPERTY[7]
- 2018-NAVGTRアワード：Game of the Year[8], Sound Effects[8]
- 2018 ゴールデンジョイスティックアワード：PC Game of the Year[9]